# Vallby säteri

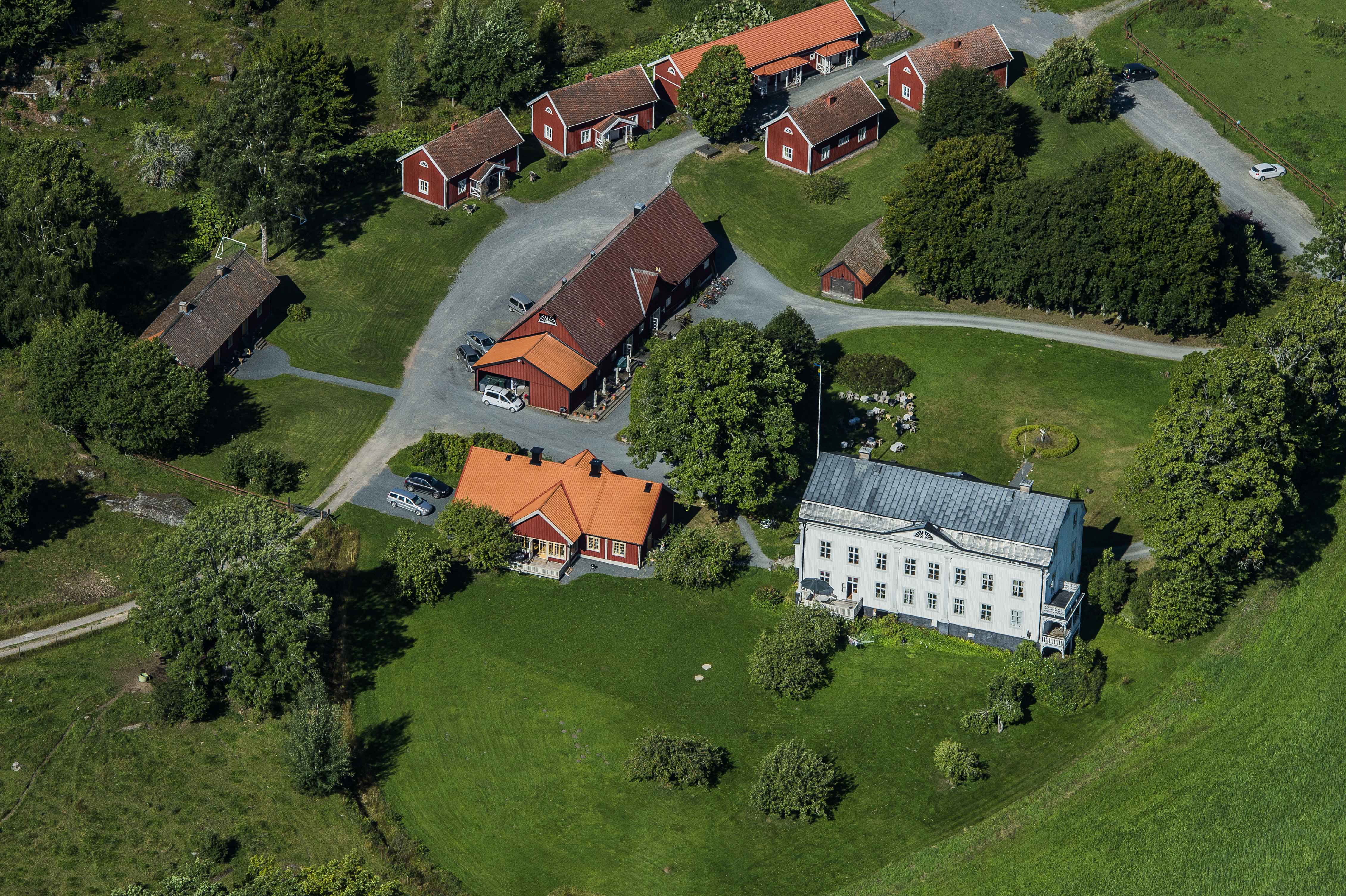
Flygbild 2015.

Vallby är en herrgård och ett tidigare säteri i Skirö socken, Vetlanda kommun. Säteriet ligger vid stranden av Skirösjön och omges av trädgård och ekpark. Den används som hotell, kurs- och konferensgård.

## Historia
Gården har anor till 1300-talet. Gården gick så fram till 1658 i arv inom släkterna Läma, Leijon, Roos af Ervalla, Thott, Lilliehöök, Lewenhaupt, Bielke och Brahe. Nämnda år såldes gården för första och enda gången, till postdirektören och hovrådet Johan von Beijer. Den tillhörde därefter dennes ättlingar inom släkterna Brenner, Snoilsky, Stuart och Bråkenhielm.
År 1731 kom gården, som nu började kallas Vallby, till kornetten Johan Nyman, som åren 1778–1781 gjorde denna gård jämte Skärvete och Åleberg samt några andra mindre gårdar till fideikommiss för dotterdotterns son, stabskaptenen Carl Alexander Stuart. Då denne emellertid 1816 avled ogift, gick fideikommisset, enligt stiftarens vilja, till Stuarts äldre syster Ulrika Margareta, gift med prosten i Pjätteryd Per Bråkenhielm. Fideikommisset upplöstes sedan den sista fideikommissarien Per Bråkenhielm avlidit. 2000 sålde dennes son Peder Bråkenhielm säteriet till familjen Nyman som nu driver restaurang, hotell och konferensverksamhet på gården.
Den nuvarande huvudbyggnaden är uppförd 1847 av lagmannen Johan Nyman Bråkenhielm och är av trä i två våningar. Den är byggd på källargrunden till en från 1500-talet ombyggd äldre mangårdsbyggnad.

## Bilder

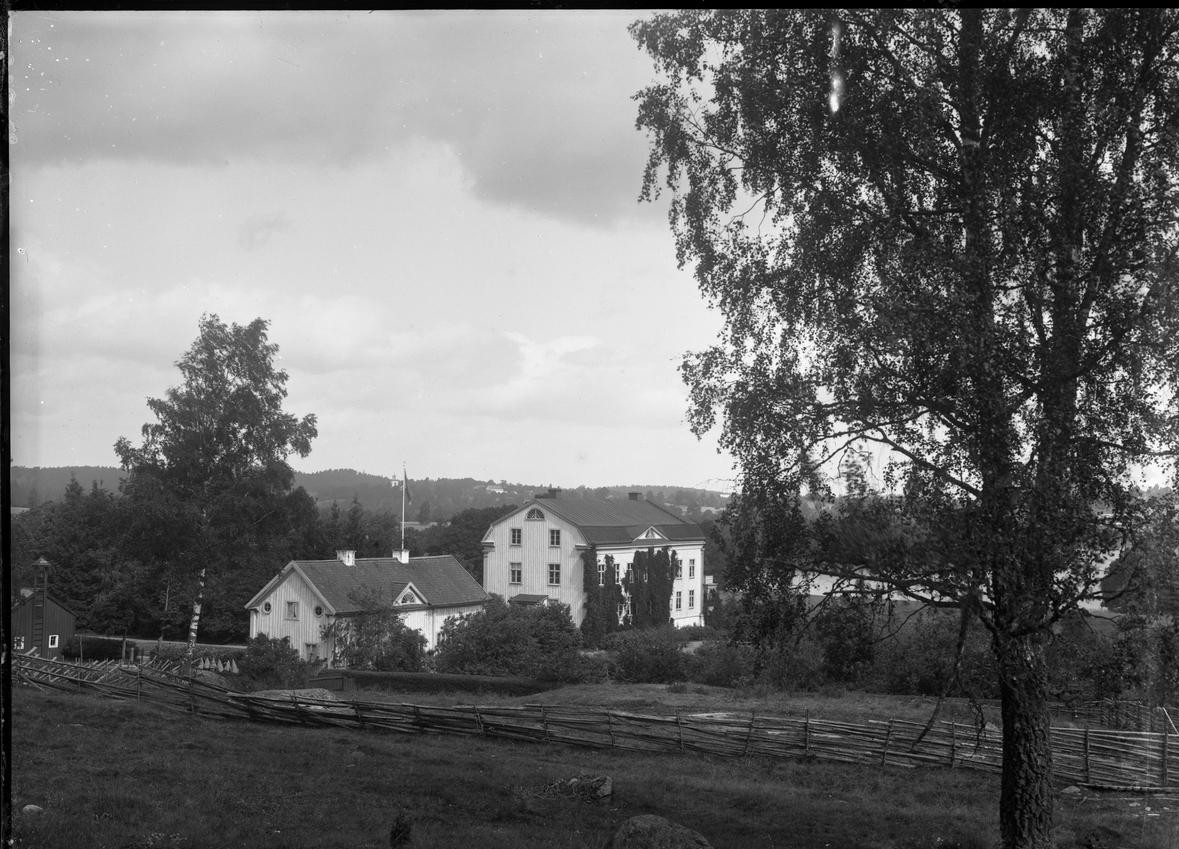
Säteriet ca 1907–1909.
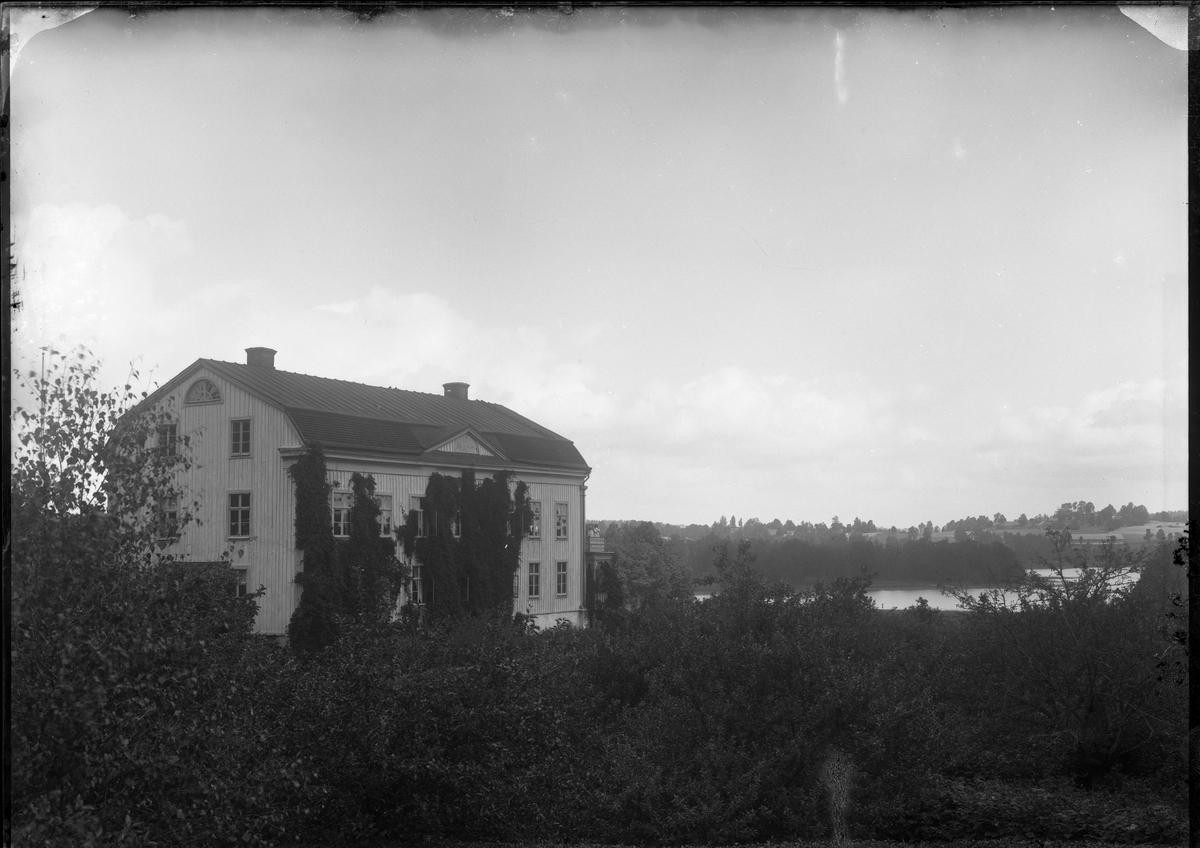
Säteriet ca 1907–1909.
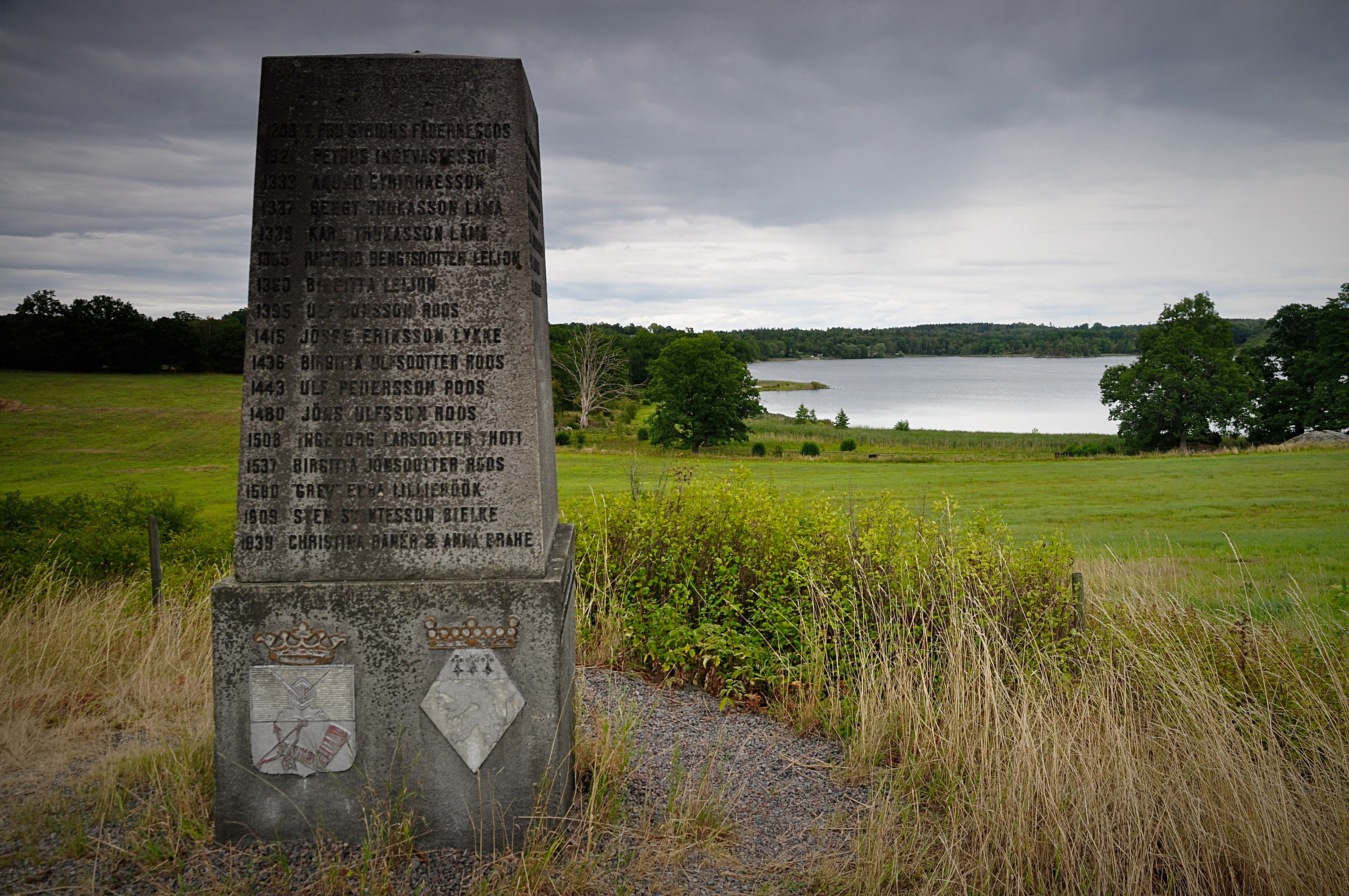
Minnessten vid säteriet.
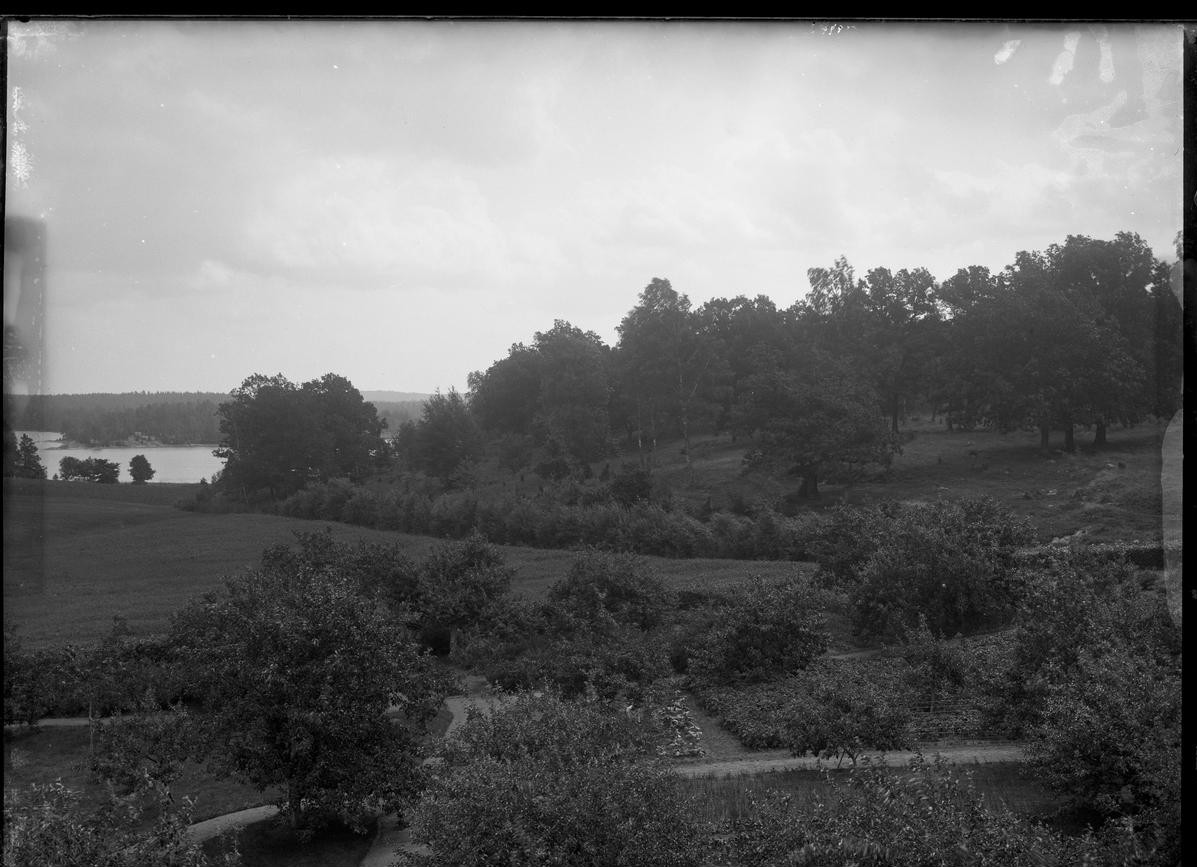
Äng vid utkanten av parken, ca 1907–1909